# Бомількар (онук Ганнона Великого)
Бомількар (фінік. ) — карфагенський полководець і державний діяч IV ст. до н. е., онук Ганнона I Великого.
У 310 році до н. е. був призначений  разом із Ганноном на чолі карфагенського війська, набраного для боротьби з армією тирана Сиракуз Агафокла, яка діяла в Африці. У битві при Білому Тунісі карфагеняни зазнали поразки і Ганнон загинув. Проте Бомількару вдалося зберегти дисципліну у війську і уникнути цілковитого розгрому. Після загибелі кузена Гамількара під Сиракузами, Бомількар фактично став головнокомандувачем. Виявив неабиякі дипломатичні таланти, використавши розбрат в середовищі нумідійців для придушення їхнього повстання.
Скориставшись напруженим становищем у Карфагені, що і надалі перебував в сиракузький облозі, у 308 році до н. е спробував захопити владу і стати тираном на кшталт Агафокла. В місті розгорнулися справжні вуличні бої. Спочатку містяни вирішили, що до Карфагена вдерлися греки, але згодом розібралися і у більшості своїй виступили проти Бомількара. Однак його прихильники теж капітулювати не поспішали. Врешті-решт адіра змушена була пообіцяти їм амністію, і лише тоді більшість заколотників склали зброю. Бомількара схопили та, незважаючи на наданя клятви, стратили після жорстоких тортур.